# RUSC1-AS1
RUSC1-AS1 (англ. RUSC1 antisense RNA 1) – білок, який кодується однойменним геном, розташованим у людей на 1-й хромосомі. Довжина поліпептидного ланцюга білка становить 236 амінокислот, а молекулярна маса — 24 494.
| 10         |  | 20         |  | 30         |  | 40         |  | 50         |
| ---------- |  | ---------- |  | ---------- |  | ---------- |  | ---------- |
| MEPGGSENAA |  | ALWISEGGRG |  | PGRGPGPEWT |  | SRSLLPQSGP |  | ALQPTPYSQR |
| KGPRETHPDA |  | LKGGGGWGWG |  | NTQSLSGECR |  | KGVGAGEEKD |  | GAAVSLSTPH |
| LLAASAGLQP |  | APSPLGTAVC |  | PFSPHSSPSF |  | SHHRTLSLFI |  | SPAPLSCPAP |
| RAQVHRSTPM |  | GRALLTRVLL |  | EPLRPWACPR |  | LPRSPPGGAQ |  | SGRGGALAQP |
| TLRCAAAPLR |  | AWAWRSSDPP |  | PAFSVFCHPP |  | RGFDIS     |  |            |

A: Аланін

C: Цистеїн

D: Аспарагінова кислота

E: Глутамінова кислота

F: Фенілаланін

G: Гліцин

H: Гістидин

I: Ізолейцин

K: Лізин

L: Лейцин

M: Метіонін

N: Аспарагін

P: Пролін

Q: Глутамін

R: Аргінін

S: Серин

T: Треонін

V: Валін

W: Триптофан

Задіяний у такому біологічному процесі, як альтернативний сплайсинг. 